# Nozawana
Le nozawana (野沢菜) est un légume vert japonais de la famille des navets, mesurant de 60 à 90 cm de longueur. Il serait connu depuis le XVIIIe siècle, cultivé alors à Nozawa, dans le village de Nozawaonsen, situé dans les montagnes dans la préfecture de Nagano. Il est notamment utilisé comme une des garnitures de l'onigiri.
Le nozawana saumuré est une des spécialités culinaires de la préfecture de Nagano. 